# Zebeeba abbreviata
Zebeeba abbreviata là một loài bướm đêm trong họ Erebidae.